# Black Holes and Revelations
Black Holes and Revelations is het vierde studioalbum van de Britse rockband Muse. Het werd via Warner Music Group op 30 juni 2006 uitgebracht.
Het album werd in 2005 en 2006 opgenomen in Zuid-Frankrijk en New York met producer Rich Costey. Muzikaal gezien stapt Black Holes and Revelations af en toe af van de klassieke kant van Muse en bevat het elementen van jazz, electro en R&B. Onderwerpen op het album zijn onder andere politieke gebeurtenissen en het buitenaardse, getuige de leadsingle "Supermassive Black Hole". Er werden nog vier andere singles uitgebracht: "Starlight", "Knights of Cydonia", "Invincible" en "Map of the Problematique".
Black Holes and Revelations behaalde in de hitlijsten de eerste plek in het Verenigd Koninkrijk en de tweede plek in België en Nederland. Het album werd tevens genomineerd voor de Mercury Music Prize.

## Opnamen
De opnamen voor een nieuw album begonnen in 2005, maar sommige nummers waren voor aanvang al live te horen geweest: "Take a Bow" in 2003 (instrumentaal), "Glorious" en "Crying Shame" in 2004 en "Assassin" en "Exo-Politics" in 2005. Voor aanvang van de opnamen wilde Muse een verandering ondergaan, volgens zanger Matthew Bellamy "min of meer het indrukken van de reset-knop". De band vond dat het tijd was een album te benaderen zonder een idee te hebben wat het resultaat zou zijn. In hun achterhoofd hadden ze ook dat ze met elk nummer iets anders wilden proberen dan voorheen. Tijdens de sessies speelde de band niet concreet met de gedachte een heel album te maken. Bellamy vergeleek de aanpak met die van toen de bandleden ongeveer 17 jaar waren en pas net een platencontract hadden: "We maakten muziek voor de lol en misschien iets meer experimenteel dan dat wat we voor ons gevoel deden. Die aanpak wilden we graag terugbrengen." Als gevolg daarvan verbrak de band voor lange tijd het contact met het management en overige zakenmensen.

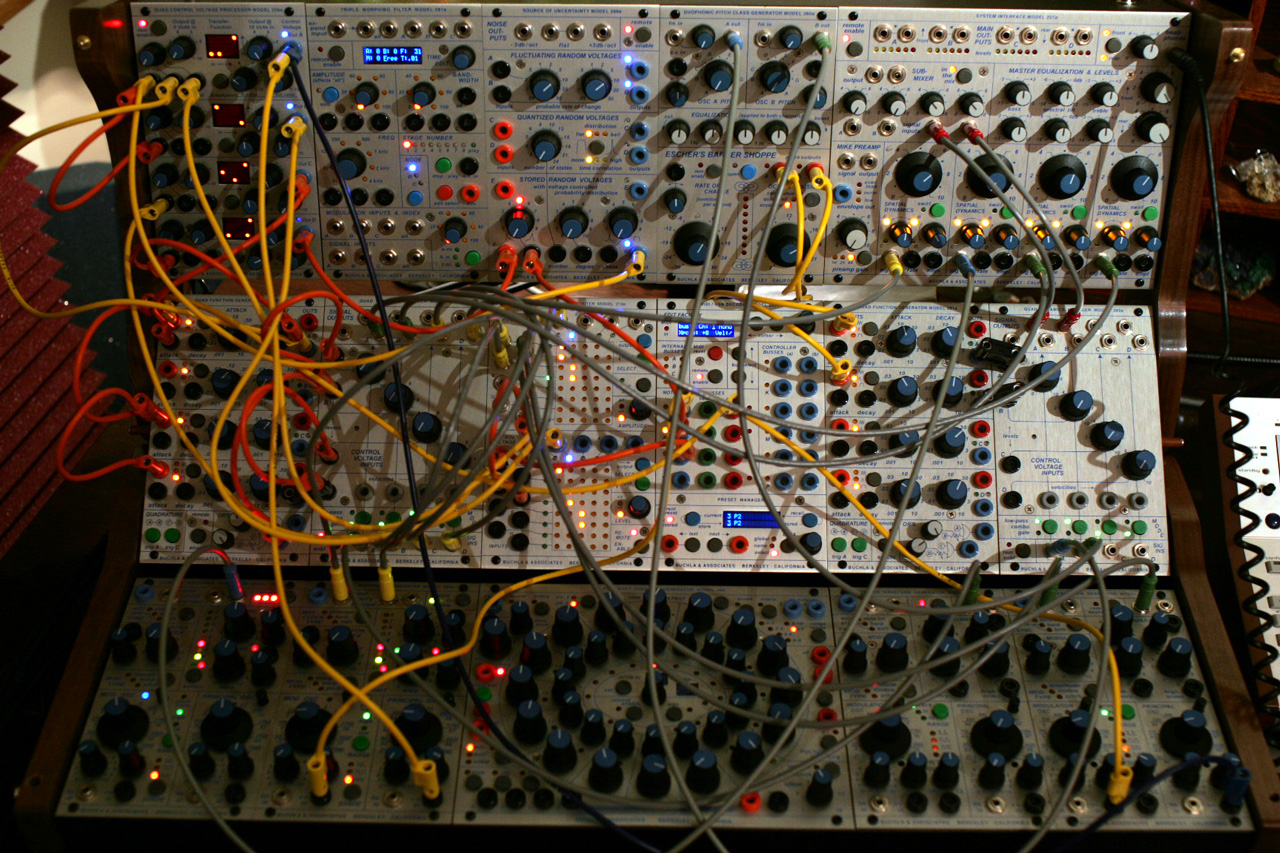
Een Buchla 200e synthesizer, ontworpen door Don Buchla. Het instrument wordt door Muse prominent gebruikt op "Take a Bow".

De opnamen vonden plaats in de Miraval Studio's in Zuid-Frankrijk. De studio bevond zich in een château dat volgens drummer Dominic Howard "enkele uren van de bewoonde wereld" lag. De band koos voor deze locatie zodat er geen afleidingen konden zijn en ze tijd hadden om te experimenteren en nieuwe stijlen te ontdekken. Omdat de bandleden met nieuwe apparatuur wilde werken, werd er veel tijd besteed aan het afspeuren van eBay voor oude synthesizers. Een van de synthesizers was een Buchla 200e. Muse verbleef enkele maanden in Zuid-Frankrijk en dankzij de 'aanpak zonder een concreet doel' ontstonden er circa 20 nummers. Naarmate de opnamen vorderden kreeg de band echter moeite met het verlaten gebied en ze besloten de opnamen voort te zetten in New York.
In oktober 2005 vertrok de band met 16 nummers naar New York, waar de verder te werken met producer Rich Costey in de Avatar- en Electric Ladyland Studio's. De stad bleek een welkome verandering; zo was het nachtleven daar een inspiratie voor Bellamy om "Supermassive Black Hole" te schijven. Howard over New York: "toen we naar deze gekke, claustrofobische, snelle manier van leven gingen, hebben we wat van die energie geabsorbeerd en dat heeft onze opnamen beïnvloed." Voor de eerste keer nam de band actief deel aan de productie van het album. De bandleden leerden omgaan met alle apparatuur en lieten ditmaal niet alles over aan de engineers. Bassist Chris Wolstenholme: "Je gaat ervan uit dat de producer binnenkomt en een geweldig geluid brengt, maar dat is eigenlijk nooit zeker. Je leert pas de mogelijkheden als je het zelf een keer probeert. Alles is tegenwoordig digitaal en dat is iets dat we altijd zelf hebben willen doen. In de toekomst kunnen we dan misschien zelf een album produceren." Een ander verschil met vorige opnamen was dat de band niet in het achterhoofd hield of de muziek live met zijn drieën te spelen was. Dit gebeurde bijvoorbeeld wel bij Absolution. Het resultaat hiervan was dat vanaf 2006 Morgan Nicholls de band assisteerde bij optredens.
Zelfs na de opnamen twijfelde de band of ze op een conventioneel album zouden moeten verschijnen, of dat er iets nieuws verzonnen moest worden - een verkoop via internet of meerdere extended plays. Deze nieuwe ideeën werden later geschrapt. In augustus 2005 verkreeg Muse een nieuw platencontract bij Warner Music Group, nadat het bedrijf Taste Media had opgekocht. Dit betekende dat het nieuwe album via Warner uitgebracht ging worden. Tijdens de kerst van 2005 bracht Muse via hun website een kerstboodschap uit, waarin werd verteld dat een nieuw album in de lente ging verschijnen. In februari waren de opnamen afgerond en begon de band met het mixen. Dit gebeurde in de Londense Sanctuary Townhouse Studio's.

## Stijl en teksten
Black Holes and Revelations stapt enigszins af van de klassieke kant van Muse en bevat meer invloeden uit jazz, soul, elektronica en R&B. Hat album werd door Howard omschreven als een "drastische mix van muzikale stijlen, van mellow jazz tot Prince-beïnvloedde groovy rock". Bellamy noemt "Supermassive Black Hole" en "Knights of Cydonia" de eerste voorbeelden waarin de band duidelijk maakt dat het zichzelf niet té serieus neemt. "Supermassive Black Hole" is volgens hem een kant van Muse die het publiek nog niet kende: "Het is meer de lollige kant van hoe we onszelf zien en de manier waarop we soms graag spelen. We nemen onszelf niet altijd serieus." Bands waar Muse naar luisterde tijdens de opnamen waren onder andere Sly & the Family Stone en Millionaire. "Supermassive Black Hole" werd geïnspireerd door Franz Ferdinand; Bellamy was volgens eigen zeggen op zoek naar die dancebeat gecombineerd met alternatieve gitaar die Franz Ferdinand ook gebruikte. "Knights of Cydonia" had films als The Good, the Bad and the Ugly en The Untouchables als inspiratie. Een andere Italiaanse beïnvloeding kwam ook van Bellamy, die vlak voor de productie van het album naar Italië was verhuisd. Hij kreeg veel inspiratie uit die omgeving door te luisteren naar muziek uit Napels, dat muziek uit Afrika, Turkije, Kroatië en Italië combineert. Het "mystieke geluid" dat daaruit voorkomt was volgens Bellamy een invloed op Black Holes and Revelations.
Het politieke thema dat ook aanwezig was op Absolution keert op dit album wederom terug, maar Bellamy noemt het ditmaal een meer "optimistisch" album. Volgens de zanger omschrijven de nummers een "kracht om de problemen in de wereld aan te pakken en een wil om te vechten te tonen". De thema's worden door Bellamy meer 'specifieker' genoemd: "Er is een thema op het album dat een soort connectie is naar de cycli in de historie waar spanning wordt opgebouwd en daarna losgelaten. Dat kan een catastrofe als een nucleaire oorlog zijn, of als de buitenaardse wezens komen, maar er is duidelijk een gevoel dat iets er groots gaat gebeuren." Nummers als "Soldier's Poem", "Take a Bow", "Assassin" en "Exo-Politics" hebben een politiek thema. "Take a Bow" roept wereldleiders op om hun verantwoordelijkheid te nemen voor hun acties. "Soldier's Poem" is het verhaal van een soldaat die in een oorlog vecht, maar eigenlijk niet weet waarvoor hij zijn leven riskeert. Bellamy, die verklaarde daarmee ook naar de Irakoorlog te verwijzen, over het overbrengen van zijn boodschap via teksten op Black Holes and Revelations: "Hoe kun je mensen er iets om laten geven? De boodschap prediken is één, maar ik probeer het binnen de muziek te doen, omdat ik weet dat veel mensen die onze muziek beluisteren nog niet over deze zaken nagedacht hadden, maar wél de emoties hebben gevoeld die ik in sommige nummers stop. (...) Ik denk dat als je teksten en statements in de muziek verbindt, je een emotionele reactie creëert."
De hoes van het album is ontworpen door Storm Thorgerson en laat een rood landschap op Mars zien, dat Cydonia moet voorstellen. Ook staat er een tafel waaraan vier kale mannen zitten met miniatuur-paarden op de tafel. De vier mannen met hun paarden stellen de vier ruiters van de Apocalyps voor, wiens kleding een kwaal van de mensheid moet vertegenwoordigen. Het bijgeleverde boekje bevat afbeeldingen van HAARP, MK-ULTRA en blauwe condenssporen, refererend aan de Aurora.

## Uitgave

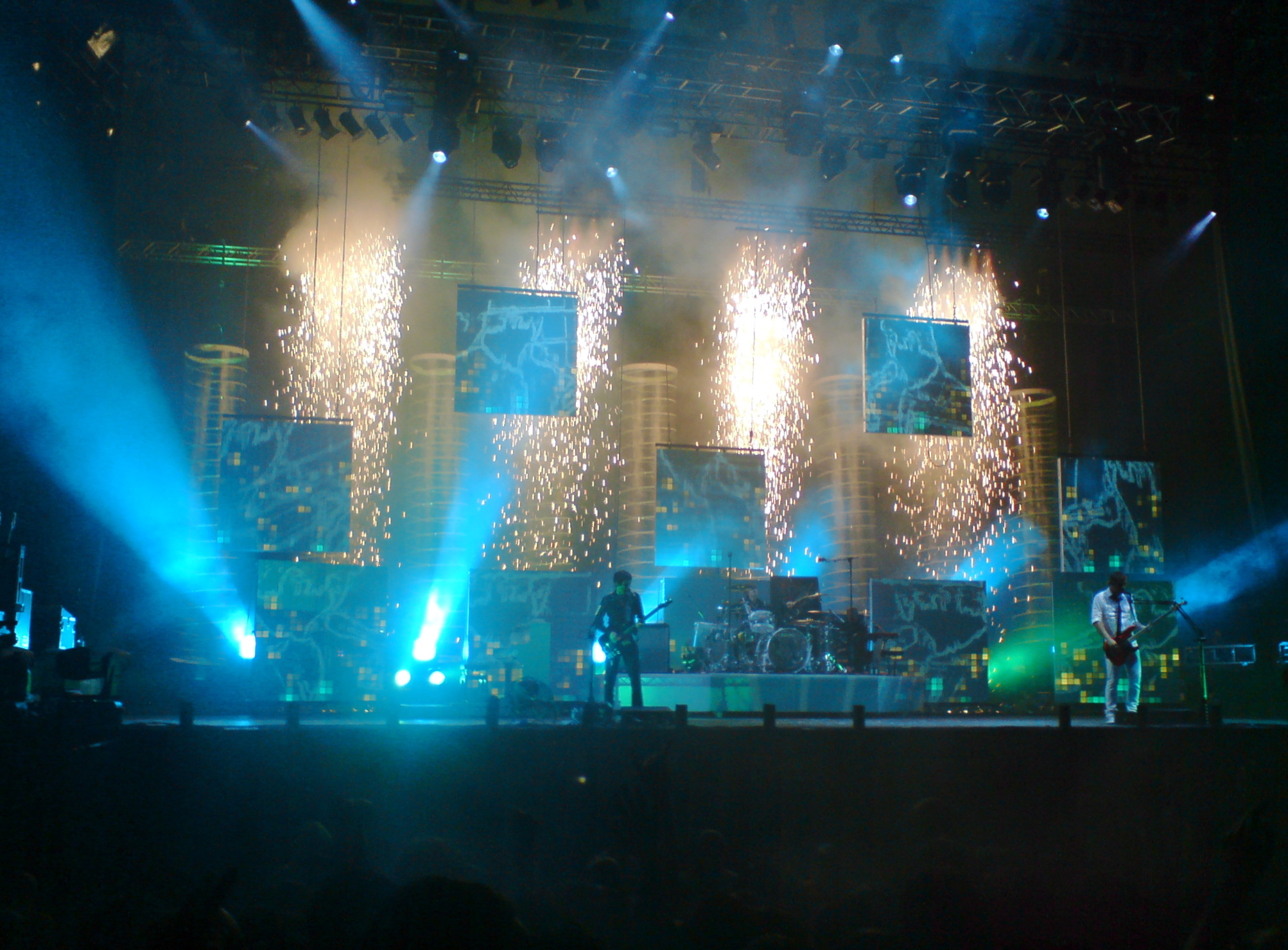
Muse in 2006 tijdens het Reading en Leeds Festivals in Leeds. De band speelde in de zomer op enkele festivals en in het najaar een toer door Europa en de VS.

In april 2006 werd bekendgemaakt dat "Supermassive Black Hole" de eerste single zou worden en op 19 juni uitgebracht werd. In mei werden ook de titel en de tracklist van het album bekendgemaakt: Black Holes and Revelations kreeg 11 nummers. Ook werden er in die maand drie nieuwe nummers voor het eerst gepeeld op Radio 1's Big Weekend: naast "Supermassive Black Hole" ook "Starlight" en "Knights of Cydonia".
Voor interne kringen en de pers werd het album op een hoofdtelefoon geladen. Hiermee probeerde Warner Music te voorkomen dat het album voortijdig zou lekken. Desalniettemin verschenen op 7 juni toch alle nummers op het internet. De muziek was mono, wat waarschijnlijk het gevolg is van het opnemen van de nummers via de hoofdtelefoons. Op 27 juni lekte ook de stereo-versie van Black Holes and Revelations uit. Meteen daarop plaatste Muse het volledige album op hun MySpace. Op 28 juni werd in het Londense Shepherd’s Bush Empire een gratis concert gegeven, zodat Muse de nummers live kon testen. Tickets werden weggegeven via een competitie op de officiële website. Het album was voor het eerst te koop in Japan, waar het op 28 juni verscheen. Twee dagen later volgden Nederland en Duitsland. Op 3 juli was het album ook in het Verenigd Koninkrijk te vinden. Enkele andere landen volgen later, waaronder Australië (7 juli) en de Verenigde Staten (11 juli).
Leadsingle "Supermassive Black Hole" behaalde in zijn eerste week de vierde plek in de UK Singles Chart, dat later de hoogste notering bleek te zijn. De Verenigde Staten hadden echter een andere leadsingle: "Knights Of Cydonia" (die de derde single in het Verenigd Koninkrijk werd). De tweede single werd "Starlight", die op 4 september uitgebracht werd. De vierde en vijfde single werden respectievelijk "Invincible" en "Map of the Problematique". Black Holes and Revelations werd genomineerd voor een Mercury Music Prize en voor 'Best Album' op de BRIT Awards. Tegen het einde van 2006 bleek het album in het Verenigd Koninkrijk de meest gedownloade plaat van 2006 te zijn. Tevens werd Black Holes & Revelations door NME uitgeroepen tot het derde beste album van 2006.

## Ontvangst
Black Holes & Revelations kreeg gemiddeld tot goede kritieken van de muziekpers. Reviewsite Metacritic verzamelde een gemiddelde van 75 uit 100 voor het album uit 32 professionele recensies. Hoge cijfers kreeg de band onder andere van Q Magazine (een 10), Allmusic, NME en The Guardian. Allmusic was positief over het album: "Het maakt niet uit of je de grote dramatiek van Absolution kon waarderen. Muse is een solide, unieke band en Black Holes and Revelations onderstreept deze kracht met passie. Rich Costey voegt zich bij Muse voor de coproductie van de elf nummers en samen creëren zij het meest nauwkeurigste album van de band tot op heden." Verder betoogt Allmusic dat Bellamy eindelijk uit de schaduw stapt van zijn twee 'voorgangers' Freddie Mercury en Thom Yorke. Recensist Dave Simpson van The Guardian over het album: Black Holes and Revelations heeft de doorsnee industriële klodder van space-metal gekheid maar Bellamy's muzikale visie heeft een grote verandering doorgaan. Invloeden zoals Philip Glass, Wagner, Killing Joke, Hall & Oates, Elvis Presley, New Order en U2 nestelen zich naast elkaar zonder een angst om compleet belachelijk te klinken. Het meest contentieuze is dat de band electro-funk heeft gecreëerd dat doet denken aan Erasure, europop en stappen in lederhosen. Het zou niet mogen werken, maar Bellamy's mania is zo overtuigend neergezet dat zelfs de grootse Muse-haters hun nederlaag moeten erkennen."
Het album werd gemiddeld beoordeeld door Rolling Stone en Mojo en kreeg een onvoldoende van onder andere Billboard en Pitchfork. Mojo was van mening dat dit album "de meezing-hymnes mist die Muse beroemd hebben gemaakt". Pitchfork gaf het album een 4.2 uit 10: "Dit is het Muse-album dat het meest op auto-piloot is gemaakt. Een herhaling van oude space jams, maar nu met nog meer nadruk op glitter en glamour. Muse, altijd aandoenlijk armzalig, heeft het voor elkaar gekregen om nog armzaliger te zijn."

## Nummers
Alle teksten zijn geschreven door Matthew Bellamy, alle muziek is geschreven door Muse.
| 1.                 | Take a Bow               | 4:35 |
| 2.                 | Starlight                | 3:59 |
| 3.                 | Supermassive Black Hole  | 3:29 |
| 4.                 | Map of the Problematique | 4:18 |
| 5.                 | Soldier's Poem           | 2:03 |
| 6.                 | Invincible               | 5:00 |
| 7.                 | Assassin                 | 3:31 |
| 8.                 | Exo-Politics             | 3:53 |
| 9.                 | City of Delusion         | 4:48 |
| 10.                | Hoodoo                   | 3:43 |
| 11.                | Knights of Cydonia       | 6:06 |
| Totale duur: 45:28 |                          |      |

| 12.                | Glorious | 4:38 |
| Totale duur: 50:06 |          |      |

| Nr. | Titel                                       | Duur |
| --- | ------------------------------------------- | ---- |
| 1.  | Supermassive Black Hole (video)             |      |
| 2.  | Starlight (video)                           |      |
| 3.  | Knights of Cydonia (video)                  |      |
| 4.  | Supermassive Black Hole (live in Parijs)    |      |
| 5.  | Starlight (live in Kopenhagen @ MTV Awards) |      |
| 6.  | Knights of Cydonia (live in Londen)         |      |

## Medewerkers
- Muse - productie, creatie
  - Matthew Bellamy - zang, gitaar, piano
  - Christopher Wolstenholme - basgitaar
  - Dominic Howard - drums
- Rich Costey - productie, engineer, mixing, opnamen
- Vlado Meller - mastering
- Howie Weinberg - mastering
- Claudius Mittendorfer - assistent-mastering, opnamen, assistent-mixing
- Storm Thorgerson - artwork

- Tommaso Colliva - assistent-mastering
- Myriam Correge - assistent-mastering
- Ross Peterson - assistent-mastering
- Eddie Jackson - assistent-mastering
- Ryan Simms - assistent-mastering
- Max Dingle - assistent-mixing
- Danmandell - artwork
- The Men of Mystery - artwork, fotografie

## Hitlijsten

### Nederland
| Black Holes and Revelations in de Nederlandse Album Top 100 - binnen: 8 juli 2006 | Black Holes and Revelations in de Nederlandse Album Top 100 - binnen: 8 juli 2006 | Black Holes and Revelations in de Nederlandse Album Top 100 - binnen: 8 juli 2006 | Black Holes and Revelations in de Nederlandse Album Top 100 - binnen: 8 juli 2006 | Black Holes and Revelations in de Nederlandse Album Top 100 - binnen: 8 juli 2006 | Black Holes and Revelations in de Nederlandse Album Top 100 - binnen: 8 juli 2006 | Black Holes and Revelations in de Nederlandse Album Top 100 - binnen: 8 juli 2006 | Black Holes and Revelations in de Nederlandse Album Top 100 - binnen: 8 juli 2006 | Black Holes and Revelations in de Nederlandse Album Top 100 - binnen: 8 juli 2006 | Black Holes and Revelations in de Nederlandse Album Top 100 - binnen: 8 juli 2006 | Black Holes and Revelations in de Nederlandse Album Top 100 - binnen: 8 juli 2006 | Black Holes and Revelations in de Nederlandse Album Top 100 - binnen: 8 juli 2006 | Black Holes and Revelations in de Nederlandse Album Top 100 - binnen: 8 juli 2006 | Black Holes and Revelations in de Nederlandse Album Top 100 - binnen: 8 juli 2006 | Black Holes and Revelations in de Nederlandse Album Top 100 - binnen: 8 juli 2006 | Black Holes and Revelations in de Nederlandse Album Top 100 - binnen: 8 juli 2006 | Black Holes and Revelations in de Nederlandse Album Top 100 - binnen: 8 juli 2006 | Black Holes and Revelations in de Nederlandse Album Top 100 - binnen: 8 juli 2006 | Black Holes and Revelations in de Nederlandse Album Top 100 - binnen: 8 juli 2006 | Black Holes and Revelations in de Nederlandse Album Top 100 - binnen: 8 juli 2006 | Black Holes and Revelations in de Nederlandse Album Top 100 - binnen: 8 juli 2006 | Black Holes and Revelations in de Nederlandse Album Top 100 - binnen: 8 juli 2006 | Black Holes and Revelations in de Nederlandse Album Top 100 - binnen: 8 juli 2006 | Black Holes and Revelations in de Nederlandse Album Top 100 - binnen: 8 juli 2006 | Black Holes and Revelations in de Nederlandse Album Top 100 - binnen: 8 juli 2006 |
| Week                                                                              | 01                                                                                | 02                                                                                | 03                                                                                | 04                                                                                | 05                                                                                | 06                                                                                | 07                                                                                | 08                                                                                | 09                                                                                | 10                                                                                | 11                                                                                | 12                                                                                | 13                                                                                | 14                                                                                | 15                                                                                | 16                                                                                | 17                                                                                | 18                                                                                | 19                                                                                | 20                                                                                | 21                                                                                | 22                                                                                | 23                                                                                | 24                                                                                |
| --------------------------------------------------------------------------------- | --------------------------------------------------------------------------------- | --------------------------------------------------------------------------------- | --------------------------------------------------------------------------------- | --------------------------------------------------------------------------------- | --------------------------------------------------------------------------------- | --------------------------------------------------------------------------------- | --------------------------------------------------------------------------------- | --------------------------------------------------------------------------------- | --------------------------------------------------------------------------------- | --------------------------------------------------------------------------------- | --------------------------------------------------------------------------------- | --------------------------------------------------------------------------------- | --------------------------------------------------------------------------------- | --------------------------------------------------------------------------------- | --------------------------------------------------------------------------------- | --------------------------------------------------------------------------------- | --------------------------------------------------------------------------------- | --------------------------------------------------------------------------------- | --------------------------------------------------------------------------------- | --------------------------------------------------------------------------------- | --------------------------------------------------------------------------------- | --------------------------------------------------------------------------------- | --------------------------------------------------------------------------------- | --------------------------------------------------------------------------------- |
| Nummer                                                                            | 2                                                                                 | 2                                                                                 | 4                                                                                 | 9                                                                                 | 13                                                                                | 12                                                                                | 11                                                                                | 7                                                                                 | 8                                                                                 | 16                                                                                | 21                                                                                | 30                                                                                | 43                                                                                | 49                                                                                | 55                                                                                | 63                                                                                | 74                                                                                | 78                                                                                | 77                                                                                | 93                                                                                | 96                                                                                | 98                                                                                | 88                                                                                | 100                                                                               |
| Week                                                                              |                                                                                   | 25                                                                                | 26                                                                                | 27                                                                                | 28                                                                                | 29                                                                                | 30                                                                                |                                                                                   | 31                                                                                |                                                                                   | 32                                                                                | 33                                                                                | 34                                                                                | 35                                                                                | 36                                                                                | 37                                                                                | 38                                                                                | 39                                                                                | 40                                                                                | 41                                                                                |                                                                                   | 42                                                                                |                                                                                   |                                                                                   |
| Nummer                                                                            | uit                                                                               | 93                                                                                | 87                                                                                | 91                                                                                | 98                                                                                | 90                                                                                | 89                                                                                | uit                                                                               | 99                                                                                | uit                                                                               | 35                                                                                | 29                                                                                | 44                                                                                | 56                                                                                | 72                                                                                | 73                                                                                | 86                                                                                | 90                                                                                | 85                                                                                | 86                                                                                | uit                                                                               | 99                                                                                | uit                                                                               |                                                                                   |

### Overige landen
| Hitlijst (2006)     | Hoogste notering |
| ------------------- | ---------------- |
| Verenigde Staten    | 9                |
| Australië           | 1                |
| België              | 2                |
| Verenigd Koninkrijk | 1                |
| Canada              | 11               |
| Finland             | 3                |
| Frankrijk           | 6                |
| Ierland             | 1                |
| Italië              | 2                |
| Japan               | 11               |
| Mexico              | 3                |
| Nieuw-Zeeland       | 6                |
| Noorwegen           | 6                |
| Oostenrijk          | 4                |
| Portugal            | 17               |
| Turkije             | 1                |
| Wereldwijd          | 1                |
| Zwitserland         | 1                |